# Teatro Nacional de Islandia
El Teatro Nacional de Islandia (en islandés: Þjóðleikhúsið) es el principal teatro de la capital de país europeo de Islandia, la ciudad de Reikiavik.

## Historia
El teatro, fue diseñado por el arquitecto Guðjón Samúelsson, quien trabajó en otros proyectos como la Universidad de Islandia. El espacio fue inaugurado oficialmente el 20 de abril de 1950. Tinna Gunnlaugsdóttir ha sido directora artística del teatro desde el año 2005.